# سیل (تاریخ لهستان)
سیل (لهستانی:Роtор؛ لیتوانیایی:Tvanas؛ سیریلیک:Потоп) به دوره‌ای از تاریخ لهستان (مشترک‌المنافع لهستان-لیتوانی) در نیمه قرن ۱۷ میلادی اشاره دارد. به عبارت دیگر، این دوره از قیام خملنیتسکی در ۱۶۴۸ آغاز شده و در ۱۶۶۰ میلادی، با امضای پیمان آندوروسوف پایان می‌گیرد؛ یعنی، در میانه دو جنگ مهم این عصر، جنگ لهستان-روسیه و دومین جنگ شمالی، قرار دارد. در لهستان و لیتوانی این دوره با نام سیل سوئدی (لهستانی:Potop szwedzki؛ لیتوانیایی:Švedų tvanas) نامیده می‌شود. این نام نخستین بار در کتاب سیلاب اثر هنریک سینکیه‌ویچ عمومیت یافت.
در این جنگ بزرگ، مشترک‌المنافع لهستان-لیتوانی حدود ۴۰٪ از جمعیت خود و نیز اعتبارش به عنوان یک ابرقدرت را برای همیشه از دست داد. به گفته مورخان، آسیب وارد شده به لهستان در آن زمان از آسیب وارد شده به این کشور در جنگ جهانی دوم بیش تر بود. به گفته لهستانی‌ها، ارتش سوئد طی این تهاجم وسیع، که به فتح لهستان انجامید، کالاها و سرمایه‌های گرانبهای این کشور را غارت کردند و به کشور خود بازگرداندند. ورشو، پایتخت لهستان، به کلی توسط سوئدی‌ها ویران شد؛ به طوری که، با پایان جنگ از جمعیت این شهر تنها ۲۰۰۰ نفر برجای ماند. برپایه آمار اقتصادی لهستان در سال ۲۰۱۲ میلادی، خسارات وارده بر لهستان طی این جنگ، حدود ۴ میلیارد زلوتی برآورد شده است. ارتش سوئد طی این جنگ در لهستان، ۱۸۸ شهر، ۸۱ قلعه و ۱۳۶ کلیسا را ویران کرد.